# Moa Anbessa
Moa Anbessa è un collettivo musicale veneziano che comprende produttori, musicisti, djs, cantanti e promoters.
"Moa Anbessa Italy" è il nome della indie record label totalmente autoprodotta ed autogestita dalla crew a partire dal 2005, fortemente caratterizzata da un sound roots e dub reggae e da un messaggio cosciente. Tutte le musiche prodotte da "Moa Anbessa Italy" sono create,
registrate, arrangiate e mixate presso il Moa Anbessa Studio a Venezia grazie all'ispirazione del Signore Altissimo Haile Selassie Jah Rastafari.
Dopo molti anni di lavoro e di esperienza maturata nello studio e dopo numerose date in tutta Italia, la crew decide a fine 2005 di produrre un primo vinile in formato 12 pollici (Command Ep) con quattro versioni cantate, una strumentale ed una dub version. Questo vinile viene mixato da Neil Perch (Zion Train) in Germania, sulla scia di una collaborazione artistica iniziata qualche tempo prima. Il 12 pollici viene presto ristampato vista la notevole richiesta in tutta Europa.
Nella stessa direzione segue il successivo lavoro targato Moa Anbessa Italy, nel febbraio 2007: esce il 12 pollici "Forward".
In quattro mesi le copie stampate sono sold out, anche grazie all'ormai sempre più stretta collaborazione con Dubwise Productions, storico distributore di Londra, punto di riferimento di tutti i nomi della scena roots reggae e dub mondiale.
Anche questa release impegna i quattro cantanti della scuderia, e viene regolarmente suonata in moltissime sessions in tutta Europa e non solo. Nel gennaio 2008 Moa Anbessa ha prodotto il terzo 12 pollici (Holy Fire Ep) che ha visto come al solito coinvolti tutti i musicisti e i cantanti della crew. Anche Holy Fire ottiene riscontri eccellenti in tutte le principali roots e dub session e viene suonato dai più grossi sound system di tutto il globo quali Jah Shaka e Aba Shanti I, per nominarne due. Si aggiunge inoltre nell'Aprile 2009 il dieci pollici "I Know".
Nel frattempo la crew parte per una mini tournée in Germania e ad inizio 2008 per una impegnativa tournée francese che tocca sei città d'oltralpe. A fine 2007 i cantanti della crew portano il loro messaggio a Londra per una session insieme a Roots Hitek, ottenendo ottimi feedback e allacciando sempre più importanti rapporti artistici con la scena inglese. Nell'Aprile 2008 la crew è inclusa nella compilation "Lead with the Bass 3" (Universal Egg Publ.) insieme a grossi artisti quali Zion Train, Vibronics, Love Gorcer....
Negli ultimi due anni la crew è tornata a lavorare in studio e ha preparato un nuovo live set con musiche provenienti esclusivamente da esso ed ha preso parte a molti importanti eventi in tutta Italia ed Europa
Tutti i componenti della crew sono contemporaneamente coinvolti in altri progetti, organizzazione di eventi e collaborazioni artistiche: i cantanti con numerose altre labels ed il Moa Anbessa Studio con mixaggi e remix per svariate crew e produttori.
In versione "live" Moa Anbessa si conferma un progetto molto duttile, con due set differenti: con il proprio sound system artigianale autocostruito da 10KW con un selecta, un mc e quattro cantanti oppure in dj set con selecta e altri membri della crew ad alternarsi al microfono
Musica dub e roots reggae composta e mixata al Moa Anbessa Studio e altri provenienti dai più grossi roots studios europei. Dal conscious roots reggae attraverso lo stepper ed il roots made in Uk, fino alla nuova era dell'electro-digital dub. Dal microfono messaggi coscienti e potenti, quattro cantanti ognuno con il proprio stile e groove...MOA ANBESSA, THE CHANTING STORM!!

## Etichetta
Moa Anbessa Italy è il nome della etichetta discografica indipendente autogestita dalla crew a partire dal 2005, fortemente caratterizzata da un suono roots e dub reggae.
Tutte le musiche prodotte da "Moa Anbessa Italy" sono composte, registrate, arrangiate e mixate presso il Moa Anbessa Studio a Venezia.

## Componenti
- Dr Buriman: dubmaster, selecta
- Prince David: cantante, musicista
- Well Jahdgment: cantante, mc, musicista, general manager
- Also performing with Moa Anbessa the following chanters:
- Dan I (Imperial Sound Army)
- Jules I (Mellow Mood)
- Makka Roots
- Brother Giorgis
- Don Diego
- Sister 40